# فهد الأمريكي
الفهد الأمريكي (الاسم العلمي: Miracinonyx) هو أحد نوعين من القطط ينتمي إلى جنس منقرض (Miracinonyx)، مستوطن في أمريكا الشمالية خلال فترة العصر البليستوسيني (منذ 2.6 مليون إلى 12000 سنة) ويشبه من الناحية الشكلية الفهد الحديث (Acinonyx jubatus).  كانت هذه القطط معروفة أصلاً من شظايا من الهياكل العظمية، ولكن تم استرداد هياكل عظمية كاملة تقريبًا من كهف الفخ الطبيعي في شمال وايومنغ.
النوعان اللذان تم تحديدهما بشكل عام هما M. inexpectatus و M. trumani. في بعض الأحيان، يتم تضمين نوع ثالث، M. studeri، ولكنه في كثير من الأحيان يتم سرده كمرادف مبتدئ لـ M. trumani. يشبه كلا النوعين الفهد الحديث، مع الوجوه المختصرة وتوسيع تجويف الأنف لزيادة سعة الأكسجين، والساقين تتناسب مع الركض السريع.  ومع ذلك، فإن أوجه التشابه هذه قد لا تكون موروثة من سلف مشترك، ولكنها قد تنتج بدلاً من ذلك عن تطور متوازي أو متقارب.  كانت هذه أكبر من الفهد الحديث وتشبه في الحجم طراز كوغار شمالي حديث. كانت كتلة الجسم عادة حوالي 70 كجم (150 رطل)، ويبلغ طول الرأس والجسم 170 سم (67 بوصة) ، وطول الذيل حوالي 92 سم (36 بوصة)، وارتفاع الكتف 85 سم (33 بوصة).  يمكن أن تزن العينات الكبيرة أكثر من 95 كجم (209 رطل).